# Batié (département)
Pour le village chef-lieu, voir Batié (Burkina Faso).
Pour les articles homonymes, voir Batié.
Batié est un département et une commune urbaine de la province du Noumbiel, situé dans la région du Sud-Ouest au Burkina Faso.
Au dernier recensement consolidé de 2006, le département comptait 31 963 habitants

## Villages
Le département et la commune urbaine de Batié est administrativement composé d'une ville chef-lieu homonyme (populations en 2006) :
- Batié, subdivisée en 5 secteurs urbains (totalisant 10 105 habitants) :

- Secteur 1 (4 088 habitants)
- Secteur 2 (902 habitants)
- Secteur 3 (1 692 habitants)
- Secteur 4 (2 115 habitants)
- Secteur 5 (1 308 habitants)

et de cinquante-six villages ruraux (totalisant 21 858 habitants):
- Ambourma (350 habitants)
- Bakon (1 365 habitants)
- Baminé (216 habitants)
- Banamba-Ipiel (732 habitants)
- Banamba-Izir (262 habitants)
- Banamba-Sesso (267 habitants)
- Banamba-Toma (160 habitants)
- Dabozir (167 habitants)
- Dakira (401 habitants)
- Dangbal (200 habitants)
- Diébé (105 habitants)
- Diémé (635 habitants)
- Dissiétéon (ou Dissietéon ?) (46 habitants)
- Djoungbal (481 habitants)
- Dokita (232 habitants)
- Donssiéré (820 habitants)
- Douloumba (364 habitants)
- Fadio (434 habitants)
- Gangalma (296 habitants)
- Gapar (778 habitants)
- Gombar (290 habitants)
- Iprétéon (311 habitants)
- Kadjatéon (256 habitants)
- Kamatéon (465 habitants)
- Kamba (267 habitants)
- Kankoumana (243 habitants)
- Konba (ou Koriba ?)  (566 habitants)
- Konba-Kinkininé (ou Koriba-Kinkininé ?)  (294 habitants)
- Konba-Tanzou (ou Koriba-Tanzou ?) (419 habitants)
- Koudjo (1 134 habitants)
- Kpeka (108 habitants)
- Lakpar (144 habitants)
- Mal-Dodomo (412 habitants)
- Mal-Sourgoin (90 habitants)
- Maltéon (160 habitants)
- Monba (ou Moriba ?) (238 habitants)
- Niobol (219 habitants)
- Niolka (82 habitants)
- Nové (61 habitants)
- Poni-Kienkiré (755 habitants)
- Pribar (535 habitants)
- Sourapèra (681 habitants)
- Tadotéon (299 habitants)
- Tagnétéon (667 habitants)
- Takpo (431 habitants)
- Tamipar (621 habitants)
- Tinhouri (105 habitants)
- Tonior (164 habitants)
- Tontéon (127 habitants)
- Toppi (195 habitants)
- Toupar (414 habitants)
- Toussana (394 habitants)
- Varkourkoula (595 habitants)
- Yoldétéon (224 habitants)
- Zilatéon (1 093 habitants)
- Zindi (488 habitants)